# ジョエル・ヒルゲンバーグ
ジョエル・ヒルゲンバーグ（Joel Hilgenberg 1962年7月10日- ）はアイオワ州アイオワシティ出身のアメリカンフットボール選手。ポジションはセンター、ガード。

## 経歴
アイオワ大学時代にはビッグ・テン・カンファレンスのオールチームに2度選出された。また4年次にはオールアメリカンに選抜されている。アイオワ大学の殿堂入りを果たしている。
1984年のNFLドラフト4巡でニューオーリンズ・セインツに指名されて入団。1984年から1993年まで10シーズンプレーした。
1984年は控えに終わったが、2年目の1985年に5試合で先発出場、1987年に先発の座を獲得、1988年にはガードへコンバートされた。1989年に再度センターへコンバートされ、その後キャリアを通じてセンターを務めた。
1992年にプロボウルに選出された。セインツの殿堂入りを果たしている。1993年9試合出場した後、シーズン絶望となる負傷で戦列を離れ、シーズン終了後現役を引退した。2006年にセインツの殿堂入りを果たした。
現役引退後は、アイオワ大学でオフェンシブラインマンとロングスナッパーの指導を行っている。
2011年2月25日、第45回スーパーボウルを制したグリーンベイ・パッカーズのスタッフに加わった。

## 家族
兄のジェイ・ヒルゲンバーグもNFL選手でシカゴ・ベアーズで1985年から1991年まで7シーズン連続プロボウルに選ばれたセンターである。1992年にクリーブランド・ブラウンズに兄が移籍した年、ジョエルはプロボウルに初選出されている。1993年にはセインツへ移籍、ジョエルが戦列離脱した後、兄のジェイがポジションを任された。